# 927
Раннє Середньовіччя  •  Епоха вікінгів  •  Золота доба ісламу  •  Реконкіста

## Геополітична ситуація
У Візантії  правили Роман I Лакапін та, формально, Костянтин VII Багрянородний. Італійським королем був Гуго Арльський,
Західним Франкським королівством правив Рауль I (король Франції), Східним Франкським королівством — Генріх I Птахолов,  Бургундією — Людовик III Сліпий.
Північ Італії належить Італійському королівству, середню частину займає Папська область, герцогства на південь від Римської області незалежні, деякі області на півночі та на півдні належать Візантії, інші окупували сарацини. Південь Піренейського півострова займає Кордовський емірат, в якому править Абд Ар-Рахман III. Північну частину півострова займають королівство Астурія і королівство Галісія та королівство Леон  під правлінням Раміро II. 
Королівство Англія очолює Етельстан.
Існують слов'янські держави: Перше Болгарське царство, де править цар Петро I, Богемія, Моравія, Хорватія, королем якої є Томіслав I, Київська Русь, де править Ігор. Паннонію окупували мадяри, у яких ще не було єдиного правителя.
Аббасидський халіфат очолює аль-Муктадір, в Іфрикії владу утримують Фатіміди, в Середній Азії — Саманіди. У Китаї триває період п'яти династій і десяти держав. Значними державами Індії є Пала, держава Раштракутів, Пратіхара,  Чола. В Японії триває період Хей'ан. На північ від Каспійського та Азовського морів існує Хозарський каганат.

## Події
- Перше Болгарське царство очолив Петро I. Візантія визнала за ним титул царя.
- Константинопольський патріархат визнав автокефалію Болгарської православної церкви.
- Король Вессексу Етельстан відібрав у данів Нортумбрію, об'єднав під своїм правлінням численні дрібніші володіння і оголосив про створення королівства Англія.
- Герберт де Вермандуа випустив колишнього короля Карла III Простакуватого з в'язниці й проголосив його законним сувереном Західного Франкського королівства. Йому назустріч пішов король Рауль I з бургундськими військами. Супротивники домовились провести загальну раду на Великдень наступного року.
- Король Леону Альфонсо IV зрікся трону на користь свого сина Раміро II.
- Сарацини зруйнували Таранто на півдні Італії.
- На півдні Китаю утворилася держава Чу.
- Хупекче захопила столицю Сілли.

## Померли
- Симеон I